# Christian Heinrich Lembke
Christian Heinrich Lembke (* 24. Mai 1771 in Lübeck; † 19. Dezember 1842 ebenda) war ein deutscher Jurist und Ratssekretär der Hansestadt Lübeck.

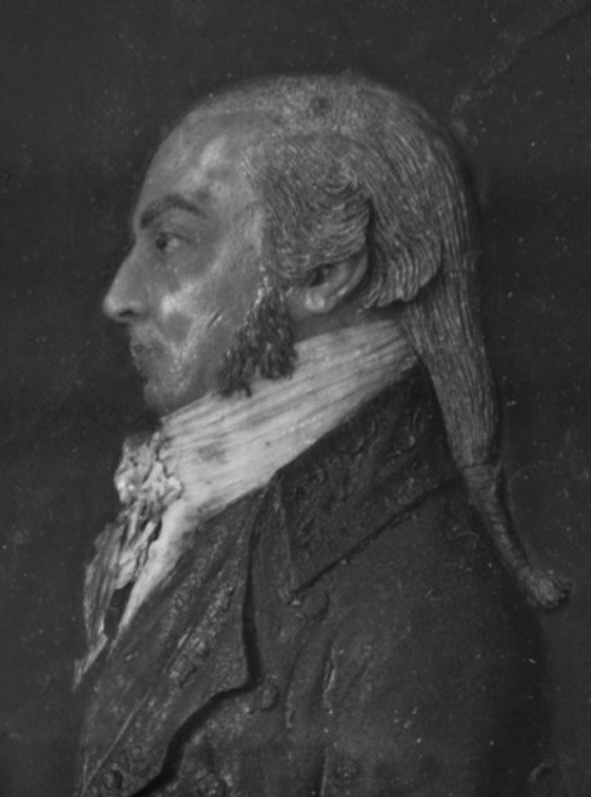
Christian Heinrich Lembke

## Leben
Christian Heinrich Lembke war Sohn des Lübecker Bürgermeisters Gabriel Christian Lembke. Er studierte ab 1791 Rechtswissenschaften an der Universität Jena und bewarb sich 1794 um die Stelle eines Ratssekretärs in Lübeck. 1796 wurde er als dritter Ratssekretär und Registrator in den Lübecker Staatsdienst übernommen und behielt diese Stellung mit der Unterbrechung der Lübecker Franzosenzeit von 1810 bis 1814 bis zu seinem Lebensende bei. 1818 rückte er zum ersten Ratssekretär (Protonotar) auf.

Lembke-Haus in Travemünde

1802 war Lembke einer der zehn privaten Gründer der Seebadeanstalt Travemünde in Form einer Aktiengesellschaft. Er ließ sich 1824 ein klassizistisches Sommerhaus als erste private Villa des Bades von dem aus Dänemark nach Lübeck zugewanderten Baumeister und Architekten Joseph Christian Lillie an der Außenallee in Travemünde errichten. Nach langem Leerstand fiel das Haus am 14. Juli 1967 einer Brandstiftung zum Opfer und wurde zerstört. Lillie hatte bereits 1821 für Lembke das klassizistische Stadthaus Breite Straße 50 errichtet. Es wurde beim Luftangriff auf Lübeck 1942 zerstört. Hier residierte zuletzt die Nordische Gesellschaft.
Eine ovale Porträtminiatur als bemaltes, bossiertes Wachsrelief von ihm verwahrt das St.-Annen-Museum in Lübeck.

## Schriften
- als Herausgeber: Selbstbiographie weyland Seiner Magnificenz des Herrn Bürgermeisters der kaiserlichen freyen Reichsstadt Lübeck Gabriel Christian Lembke, beyder rechte Doctor und kaiserl. Pfalzgrafen, Römhild, Lübeck 1800
- mit Heinrich Wilhelm Danzmann: Ueber die Privat-Seebadeanstalt bey Travemünde, 1803 (Digitalisat)